# Porslinsfasaderna
Porslinsfasaderna är den svenske författaren och journalisten Sven Olov Karlssons tredje roman, utgiven på förlaget Natur & Kultur 2013.

## Handling
Romanen utspelar sig i den lilla bruksorten Eriksfors i Västmanland och sträcker sig från tidigt 1900-tal fram till 2000-tal. Bokens protagonist Saga Silver växer upp på släktgården Löftet där tre generationer vistas tillsammans: Sagas föräldrar Alvar och Albertina Bengtsson, sagas man Knud Silver och senare de tre barnen Margona, Sölve och Sonny Boy.
Familjen livnär sig på Knuds auktionsfirma, Silvers auktion & alltjänst, som köper upp dödsbon och auktionerar ut. Knud är utropare och Sagas sorterar och väljer ut auktionsföremålen.

## Huvudpersoner
- Saga Silver – Hon är romanens protagonist och enda barn till Alvar och Albertina.[3] Hon plågas av sanndrömmar om hur andra ska dö och för att slippa dessa undviker hon att sova. Hon upplevs även som folkilsken och halvtokig.[4]
- Alvar Bengtsson – Sagas far. I sin ungdom en flicktjusare[3] men tvingas gifta sig med Albertina efter att han gjort henne med barn. Trots flera försök att få missfall föds Saga.[2]
- Albertina Bengtsson – Sagas mor[3]
- Knud Silver – Han är Sagas man och auktionist.[3] Han är även humoristisk, vilket inte minst märks genom de vitsar han drar när han står på auktionsbacken.[4]
- Margona Silver – Hon är Sagas dotter (ej Knuds). Upplevs som folkilsk.[3]
- Sölve Silver – Familjens mellanpojke, beskrivs som "trög och trogen".[3]
- Sonny Boy Silver – Familjens sladdbarn, musiker.[3] Han är Sagas favoritbarn då han som barn hade kolik och genom detta gjorde så att hon slapp sina sanndrömmar.[2]
- Emil – Margonas far som omkommer i en bilolycka innan hon föds.[2]

## Mottagande
Tidningen Aftonbladets recensent Pia Bergström var övervägande negativ i sin recension. Hon noterade att romanen var mer av en skröna än Karlssons tidigare alster och skrev att hon hade "svårt att svälja den hejiga blandningen av country noir-stuk, magisk realism och den liksom förtjusta kyla familjen skildras med." Vidare ansåg hon att romanen hade vunnit på att skildra huvudpersonen Saga Silver med i detalj, i stället för att "tassa" runt henne som hon menade att både familjen i själva boken och författaren gör.
Helsingborgs Dagblads Crister Enander menade att Karlsson genom romanen gjort sig till en värdig efterträdare till författaren Lars Gustafsson. Enander fortsatte senare "Språket är laddat, på en och samma gång utmejslat och ledigt; osvikligt precist och avskalat men drivs ändå framåt av en grundläggande lust till formulerandet" och avslutade med att konstatera att Karlsson inger "hopp om den svenska romankonstens framtid".
Norrköpings Tidningars recensent Ann Lingebrandt var övervägande negativ i sin recension och skrev "Sven Olov Karlsson är bra på det han gör, inget tvivel om det. Men romanen har ofta mer smak av pilsnerfilm än av den kärva brygd som litterära glesbygdsskildrare från Sara Lidman till Ola Nilsson bjuder på."
I Svenska Dagbladet berömde anmälaren Andres Lokko romanen som han menade var ett "välutmejslat porträtt av en kvinna i brytningstiden mellan det gamla och det moderna". Lokko kallade vidare Karlsson för en "bländande formuleringskonstnär" och mot slutet av recensionen fortsatte Lokko "Skrivglädjen, det ständiga blinkandet till företeelser och kulturella referenser, fyller läsningen av Porslinsfasaderna med konstanta överraskningar.
Tidningen Östgöta Correspondentens recensent Lisbeth Antonsson rosade romanen, som hon menade fångade henne "med hull och hår." Hon berömde vidare Karlssons berättarglädje och kallade språket "exakt och briljant". Hon menade att relationerna i boken är "skildrade med värme och absurd humor" och avslutade sin recension med att kalla romanen för "en oförglömlig berättelse".

## Augustpriset
Porslinsfasaderna nominerades till Augustpriset 2013 i kategorin Årets svenska skönlitterära bok. Juryns kommentar löd "Med sin stadiga och glimrande prosa har Sven-Olov Karlsson givit bygderomanen en plats i 2000-talet".

### Fotnoter
1. ↑  ”Porslinsfasaderna”. Kungliga biblioteket. http://libris.kb.se/bib/13553452. Läst 1 maj 2013.
2. 1 2 3 4 5 6  Antonsson, Lisbeth (20 april 2025). ”Sven Olov Karlsson: Porslinsfasaderna”. Östgöta Correspondenten. Arkiverad från originalet den 20 april 2013. https://web.archive.org/web/20130420064057/http://www.corren.se/kultur/bocker/sven-olov-karlsson-porslinsfasaderna-6369039-artikel.aspx. Läst 1 maj 2013.
3. 1 2 3 4 5 6 7  Karlsson 2013, s. 10.
4. 1 2 3  Bergström, Pia (19 april 2013). ”Svårsmält country noir i Västmanland”. Aftonbladet. http://www.aftonbladet.se/kultur/bokrecensioner/article16635667.ab. Läst 1 maj 2013.
5. ↑  Enander, Christer (18 april 2013). ”Och solen hade sin gång”. Helsingborgs Dagblad. http://hd.se/kultur/boken/2013/04/18/och-solen-hade-sin-gang/. Läst 1 maj 2013.
6. ↑  Lingebrandt, Ann (21 april 2013). ”Gemytligt puttrande familjekrönika”. Norrköpings Tidningar. Arkiverad från originalet den 10 juni 2020. https://web.archive.org/web/20200610113709/https://nt.se/kultur-noje/gemytligt-puttrande-familjekronika-8500350.aspx. Läst 1 maj 2013.
7. ↑  Lokko, Andres (20 april 2013). ”Formuleringsglädjen flödar”. Svenska Dagbladet. http://www.svd.se/kultur/litteratur/formuleringsgladjen-flodar_8105392.svd. Läst 1 maj 2013.
8. ↑  ”Nominerade till Augustpriset 2013”. Augustpriset. Arkiverad från originalet den 25 oktober 2013. https://web.archive.org/web/20131025234154/http://www.augustpriset.se/nyheter/nominerade-till-augustpriset-2013. Läst 27 oktober 2013.